# العلاقات النمساوية الكندية
العلاقات النمساوية الكندية هي العلاقات الثنائية التي تجمع بين النمسا وكندا.

## مقارنة بين البلدين
هذه مقارنة عامة ومرجعية للدولتين:
| وجه المقارنة                                              | النمسا                                                    | كندا                     |
| --------------------------------------------------------- | --------------------------------------------------------- | ------------------------ |
| المساحة (كم2)                                             | 83.86 ألف                                                 | 9.98 مليون               |
| عدد السكان (نسمة)                                         | 8.81 مليون                                                | 35.70 مليون              |
| الكثافة السكانية (ن./كم²)                                 | 105.06                                                    | 3.58                     |
| العاصمة                                                   | فيينا                                                     | أوتاوا                   |
| اللغة الرسمية                                             | اللغة الألمانية، لغة الإشارة النمساوية ‏                   | لغة إنجليزية، لغة فرنسية |
| العملة                                                    | يورو، شلن نمساوي، رايخ مارك، شلن نمساوي                   | دولار كندي               |
| الناتج المحلي الإجمالي (بليون دولار)                      | 416.60 مليار                                              | 1.65 تريليون             |
| الناتج المحلي الإجمالي (تعادل القوة الشرائية) بليون دولار | 426.99 مليار                                              | 1.59 تريليون             |
| الناتج المحلي الإجمالي الاسمي للفرد دولار أمريكي          | 43.77 ألف                                                 | 43.25 ألف                |
| الناتج المحلي الإجمالي للفرد دولار أمريكي                 | 47.68 ألف                                                 | 45.07 ألف                |
| مؤشر التنمية البشرية                                      | 0.885                                                     | 0.913                    |
| رمز المكالمات الدولي                                      | +43                                                       | +1                       |
| رمز الإنترنت                                              | .at                                                       | .ca                      |
| المنطقة الزمنية                                           | توقيت وسط أوروبا، ت ع م+01:00، ت ع م+02:00، أوروبا/فيينا ‏ |                          |

## مدن متوأمة
في ما يلي قائمة باتفاقيات التوأمة بين مدن نمساوية وكندية:
- ترتبط كلاغنفورت مع لافال باتفاقية توأمة منذ 1974.[14][15][16][17]

## منظمات دولية مشتركة
يشترك البلدان في عضوية مجموعة من المنظمات الدولية، منها:
| علم المنظمة | اسم المنظمة                               | تاريخ انضمام النمسا | تاريخ انضمام كندا |
| ----------- | ----------------------------------------- | ------------------- | ----------------- |
|             | مؤسسة التنمية الدولية                     | 28 يونيو 1961       | 24 سبتمبر 1960    |
|             | منظمة التعاون الاقتصادي والتنمية          | ?                   | ?                 |
|             | الأمم المتحدة                             | 14 ديسمبر 1955      | 9 نوفمبر 1945     |
|             | منظمة التجارة العالمية                    | ?                   | ?                 |
|             | منظمة الأمن والتعاون في أوروبا            | 25 يونيو 1973       | 25 يونيو 1973     |
|             | البنك الإفريقي للتنمية                    | ?                   | ?                 |
|             | وكالة ضمان الاستثمار متعدد الأطراف        | 16 ديسمبر 1997      | 12 أبريل 1988     |
|             | الوكالة الدولية للطاقة                    | ?                   | ?                 |
|             | منظمة الشرطة الجنائية الدولية             | ?                   | ?                 |
|             | مجموعة أستراليا                           | 1989                | 1985              |
|             | المركز الدولي لتسوية المنازعات الاستشارية | 24 يونيو 1971       | 1 ديسمبر 2013     |
|             | الاتحاد الدولي للاتصالات                  | 1866                | 1 يوليو 1908      |
|             | الفريق المعني برصد الأرض                  | ?                   | ?                 |
|             | البنك الدولي للإنشاء والتعمير             | 27 أغسطس 1948       | 27 ديسمبر 1945    |
|             | الاتحاد البريدي العالمي                   | ?                   | ?                 |
|             | بنك التنمية الآسيوي                       | 1966                | 1966              |
|             | منظمة حظر الأسلحة الكيميائية              | ?                   | ?                 |
|             | مؤسسة التمويل الدولية                     | 28 سبتمبر 1956      | 20 يوليو 1956     |
|             | نظام تحكم تكنولوجيا القذائف               | 1991                | 1987              |
|             | مجموعة الموردين النوويين                  | ?                   | ?                 |
|             | مركز تنسيق الحركة في أوروبا ‏              | ?                   | ?                 |
|             | يونسكو                                    | 13 أغسطس 1948       | 4 نوفمبر 1946     |

## أعلام
هذه قائمة لبعض الشخصيات التي تربطها علاقات بالبلدين:
- أندرو شير (سياسي كندي، 20 مايو 1979[27] – )
- تاتيانا ماسلاني (ممثلة كندية، 22 سبتمبر 1985 – )
- جيل هينيسي (ممثلة كندية، 25 نوفمبر 1968[28][29] – )
- ريان غياكي (لاعب كرة قدم كندي، 6 ديسمبر 1985 – )
- سيلفانا توماسيللي (28 مايو 1957 – )
- كورت فالدهايم (سياسي نمساوي، 21 ديسمبر 1918[30][31][32] – 14 يونيو 2007[30][31][32])
- ليو موسر (رياضياتي كندي، 11 أبريل 1921[33] – 9 فبراير 1970[33])
- ماركوس هابير (لاعب كرة قدم كندي، 11 يناير 1989[34] – )
- ماري دريسلر (9 نوفمبر 1868[35][36][37] – 28 يوليو 1934[36][37][38])
- ميغان راث (ممثلة كندية، 18 يونيو 1986[39] – )
- والتر وولف (5 أكتوبر 1939 – )

## وصلات خارجية
- موقع وزارة الخارجية النمساوية
- موقع وزارة الخارجية الكندية